# AFC Champions League 2023-2024 (fase a gironi)
La fase a gironi della AFC Champions League 2023-2024 si è disputata tra il 18 settembre e il 13 dicembre 2023. Partecipano a questa fase della competizione 40 club: 16 di essi si sono qualificati alla successiva fase a eliminazione diretta, che condurrà alle finali dell'11 e 17 maggio 2024.

## Date
| Fase          | Sorteggio      | Turno            | Data                 |
| ------------- | -------------- | ---------------- | -------------------- |
| Fase a gironi | 24 agosto 2023 | Prima giornata   | 18-20 settembre 2023 |
| Fase a gironi | 24 agosto 2023 | Seconda giornata | 2-4 ottobre 2023     |
| Fase a gironi | 24 agosto 2023 | Terza giornata   | 23-24 ottobre 2023   |
| Fase a gironi | 24 agosto 2023 | Quarta giornata  | 6-8 novembre 2023    |
| Fase a gironi | 24 agosto 2023 | Quinta giornata  | 27-29 novembre 2023  |
| Fase a gironi | 24 agosto 2023 | Sesta giornata   | 4-13 dicembre 2023   |

## Formato
In ogni gruppo le squadre si affrontano secondo la formula del girone all'italiana. Le prime classificate di ciascun gruppo accedono alla fase a eliminazione diretta insieme alle tre migliori seconde di ciascuna delle tre zone. Le terze e le quarte classificate sono eliminate.
Nel caso che due o più squadre finiscano a pari punti nel girone, vengono adottati i seguenti criteri in ordine di importanza per stabilire le posizioni nella classifica finale del gruppo:
1. Il maggior numero di punti ottenuti negli scontri diretti fra le squadre finite a pari punti;
2. Nel caso di ulteriore parità: la migliore differenza reti negli scontri diretti fra le squadre finite a pari punti;
3. Nel caso di ulteriore parità: il maggior numero di reti segnate negli scontri diretti fra le squadre finite a pari punti;
4. Nel caso di ulteriore parità si prendono in esame tutte le partite disputate nel gruppo, comprese quelle con le squadre che non sono finite a pari punti;
5. La migliore differenza reti in tutte le partite disputate nel gruppo;
6. Nel caso di ulteriore parità: il maggior numero di reti segnate in tutte le partite disputate nel gruppo;
7. Nel caso di ulteriore parità: il maggior numero di reti segnate in tutte le partite disputate fuori casa nel gruppo;
8. Nel caso di ulteriore parità: il maggior numero di vittorie conseguite in tutte le partite disputate nel gruppo;
9. Nel caso di ulteriore parità: il maggior numero di vittorie conseguite in tutte le partite disputate fuori casa nel gruppo;
10. Nel caso di ulteriore parità avranno una migliore classifica le squadre con meno punti di penalità derivanti dai cartellini gialli e rossi ricevuti durante le partite della fase a gironi: 3 punti per ogni cartellino rosso, 1 punto per ogni cartellino giallo e 3 punti per l'espulsione dovuta a due cartellini gialli;
11. Nel caso di ulteriore parità avranno una migliore classifica le squadre con il miglior coefficiente AFC.

## Squadre
| Legenda                                                                                            |
| -------------------------------------------------------------------------------------------------- |
| Primi e secondi classificati qualificati (agli ottavi di finale della fase a eliminazione diretta) |
| Secondi classificati (eliminati)                                                                   |
| Terzi e Quarti classificati (eliminati)                                                            |

### Zona Ovest
| Squadre    |
| Urna 1     |
| ---------- |
| Al-Ittihad |
| Persepolis |
| Al-Sadd    |
| Paxtakor   |
| Al-Hilal   |

| Squadre            |
| Urna 2             |
| ------------------ |
| Sepahan            |
| Al-Duhail          |
| Nasaf Qarshi       |
| Al-Fayha           |
| Nassaji Mazandaran |

| Squadre           |
| Urna 3            |
| ----------------- |
| Al-Faisaly        |
| Istiklol          |
| Al-Quwa Al-Jawiya |
| Ahal              |
| Mumbai City       |

| Squadre           |
| Urna 4            |
| ----------------- |
| Al-Ain            |
| Al-Nassr          |
| Sharjah           |
| AGMK Olmaliq      |
| Navbahor Namangan |

### Zona Est
| Squadre          |
| Urna 1           |
| ---------------- |
| Ulsan HD         |
| Yokohama Marinos |
| Wuhan San Zhen   |
| Buriram Utd      |
| Jeonbuk Hyundai  |

| Squadre           |
| Urna 2            |
| ----------------- |
| Ventforet Kofu    |
| Shandong Taishan  |
| Bangkok Utd       |
| Pohang Steelers   |
| Kawasaki Frontale |

| Squadre            |
| Urna 3             |
| ------------------ |
| Hà Nội             |
| Kaya-Iloilo        |
| Johor Darul Ta'zim |
| Melbourne City     |
| Lion City Sailors  |

| Squadre        |
| Urna 4         |
| -------------- |
| Kitchee        |
| Incheon Utd    |
| Urawa Reds     |
| Zhejiang Zhiye |
| BG Pathum Utd  |

## Sorteggio
| Gruppo | 1ª fascia        | 2ª fascia          | 3ª fascia          | 4ª fascia         |
| ------ | ---------------- | ------------------ | ------------------ | ----------------- |
| A      | Paxtakor         | Al-Fayha           | Ahal               | Al-Ain            |
| B      | Al-Sadd          | Nasaf Qarshi       | Al-Faisaly         | Sharjah           |
| C      | Al-Ittihad       | Sepahan            | Al-Quwa Al-Jawiya  | AGMK Olmaliq      |
| D      | Al-Hilal         | Nassaji Mazandaran | Mumbai City        | Navbahor Namangan |
| E      | Persepolis       | Al-Duhail          | Istiklol           | Al-Nassr          |
| F      | Jeonbuk Hyundai  | Bangkok Utd        | Lion City Sailors  | Kitchee           |
| G      | Yokohama Marinos | Shandong Taishan   | Kaya-Iloilo        | Incheon Utd       |
| H      | Buriram Utd      | Ventforet Kofu     | Melbourne City     | Zhejiang Zhiye    |
| I      | Ulsan HD         | Kawasaki Frontale  | Johor Darul Ta'zim | BG Pathum Utd     |
| J      | Wuhan San Zhen   | Pohang Steelers    | Hà Nội             | Urawa Reds        |